# Humberto Quagliata
Humberto Quagliata (Montevideo, 16 de julio de 1955 – Alicante, 27 de mayo de 2017) fue un pianista uruguayo afincado en España, principalmente asociado con la música española, en especial la de Federico Mompou así como la de varios compositores contemporáneos.

## Biografía
De origen italiano, se dio a conocer por primera vez a los diez años, en un concierto emitido por la RTV uruguaya. A los 17 años recibió el Primer Premio en el Concurso de Juventudes Musicales y al año siguiente obtuvo el título de Magisterio de Piano. Entre sus profesores figuran Delia Martini, Hugo Balzo, Nybia Mariño y Fanny Ingold.
En 1976, Quagliata se desplazó a Santiago de Compostela para asistir a los Cursos de Música, y es ahí donde conoce a Federico Mompou (cuya música ya admiraba desde la adolescencia) y Rodolfo Halffter. A partir de aquí, el pianista fijó su residencia en España, desde donde logró desarrollar una carrera internacional tocando en las salas de conciertos más importantes del mundo, tales como Teatro Alla Scala (Milán), Théâtre des Champs Elysées (París), Teatro Colón (Buenos Aires), Carnegie Hall (Nueva York), Tchaikovsky Conservatory (Moscú), Teatro Real y Auditorio Nacional de Música (Madrid), Sidney Opera House, Beijing Concert Hall (China), Chuo Kaikan Hall (Tokio), entre otros. Ha realizado más de 2.000 conciertos en todo el mundo.
En 1995, Quagliata recibió del rey Juan Carlos la Cruz de Caballero de la Orden del Mérito Civil, por su labor de difusión de la música española contemporánea.

## Repertorio
Aunque su repertorio incluía a compositores latinoamericanos como los argentinos Alberto Ginastera y Astor Piazzolla, Quagliata mostró un particular interés por la música española. En este sentido, su repertorio era muy amplio tanto en cronología como en carácter, pues no se limitaba a maestros consagrados del pasado como Isaac Albéniz y Manuel de Falla o veteranos de prestigio como Mompou, Xavier Montsalvatge, Rodolfo Halffter o Federico Moreno Torroba, sino que también recuperó la figura del gallego decimonónico Marcial del Adalid y abordó la música de compositores surgidos con posterioridad a la Segunda Guerra Mundial. Éstos incluyen a miembros  de la llamada Generación del 51 (Ramón Barce, Luis de Pablo, Carmelo Bernaola, Claudio Prieto, Miguel Alonso), músicos de aparición posterior (Tomás Marco, Delfín Colomé, Consuelo Díez, Manuel Balboa, Alfredo Aracil, Francisco Cano, el uruguayo nacionalizado español Daniel Stefani) e incluso personalidades del siglo XXI como Anthony Ocaña, dominicano de nacimiento aunque de nacionalidad española. En muchas ocasiones, Quagliata era el dedicatario de varias de las obras, como es el caso con la Fantasía castellana (1982), obra para piano y orquesta de Moreno Torroba que fue estrenada póstumamente por el pianista en 1983. Es notable, por lo demás, su dedicación a la obra de los ya mentados Mompou, Tomás Marco -  cuya obra Campana rajada (1980) fue escrita especialmente para él – y Daniel Stefani – que, al igual que Quagliata, había nacido en Montevideo. En 1988, Quagliata grabó el primer Compact Disc español de música española contemporánea, titulado Piano español contemporáneo y consistente en piezas dedicadas a él, con una acreditación a Stefani como “asesor musical.”

## Discípulos
Entre sus alumnos figuran el italiano Andrea Turini y los españoles José María Duque y Mario Prisuelos, a quien Quagliata puso en contacto con la música de Marcial del Adalid, Daniel Stefani y Tomás Marco.